# Justizvollzugsanstalt Mainz
Die Justizvollzugsanstalt Mainz (JVA) war eine Strafanstalt des Landes Rheinland-Pfalz. Sie befand sich in der Landeshauptstadt Mainz. Sie war eine von zwei JVA des Landes, die im Dezember  2002 geschlossen und durch die Justizvollzugsanstalt Rohrbach ersetzt wurden.

## Geschichte
Mainz war seit vielen Jahrhunderten Gerichtsstandort. Mit der Gründung des Département Donnersberg in der Folge der Französischen Revolution wurde in Mainz für die Gerichtsbarkeit der zweiten Instanz ein Obergericht eingerichtet, um den Code pénal, das Strafgesetzbuch des französischen Rechtssystems, umzusetzen. Dieses Gericht bestand auch in der Zeit des Großherzogtums Hessen weiter. Ihm war jeweils ein Gefängnisbau angeschlossen.

Das Gebäude der großherzoglichen Justizvollzugsanstalt Mainz wurde auf dem Gelände der Schlosskaserne, die auch als Kriegshospitalkaserne dienen sollte, in der Zeit von 1906 bis 1910 errichtet. Die Ausschreibung für die architektonische Gestaltung des Gebäudes an der sensiblen Schnittstelle von Altstadt und Neustadt gewannen die Stuttgarter Architekten Paul und Karl Bonatz. Eine der Vorgaben der Ausschreibung war, eine möglichst unauffällige Einpassung des Gebäudes in die Umgebung. Es sollte 

„einen würdigen Bestandteil in dem von der Stadt Mainz eingeleiteten monumentalen Ausbau des Schlossplatzes bilden.“

Die Brüder Bonatz sahen eine Kaschierung des Gefängnisbaus im Stil der nahen Gerichtsgebäude (Amtsgericht und Landgericht) vor, um die Auflagen der Behörden zu erfüllen, die dem Zweck dienten, die Bewohner des neu gewonnenen Stadtviertels um den Prachtboulevard Kaiserstraße nicht mit Sträflingen zu konfrontieren.

## Heutige Nutzung

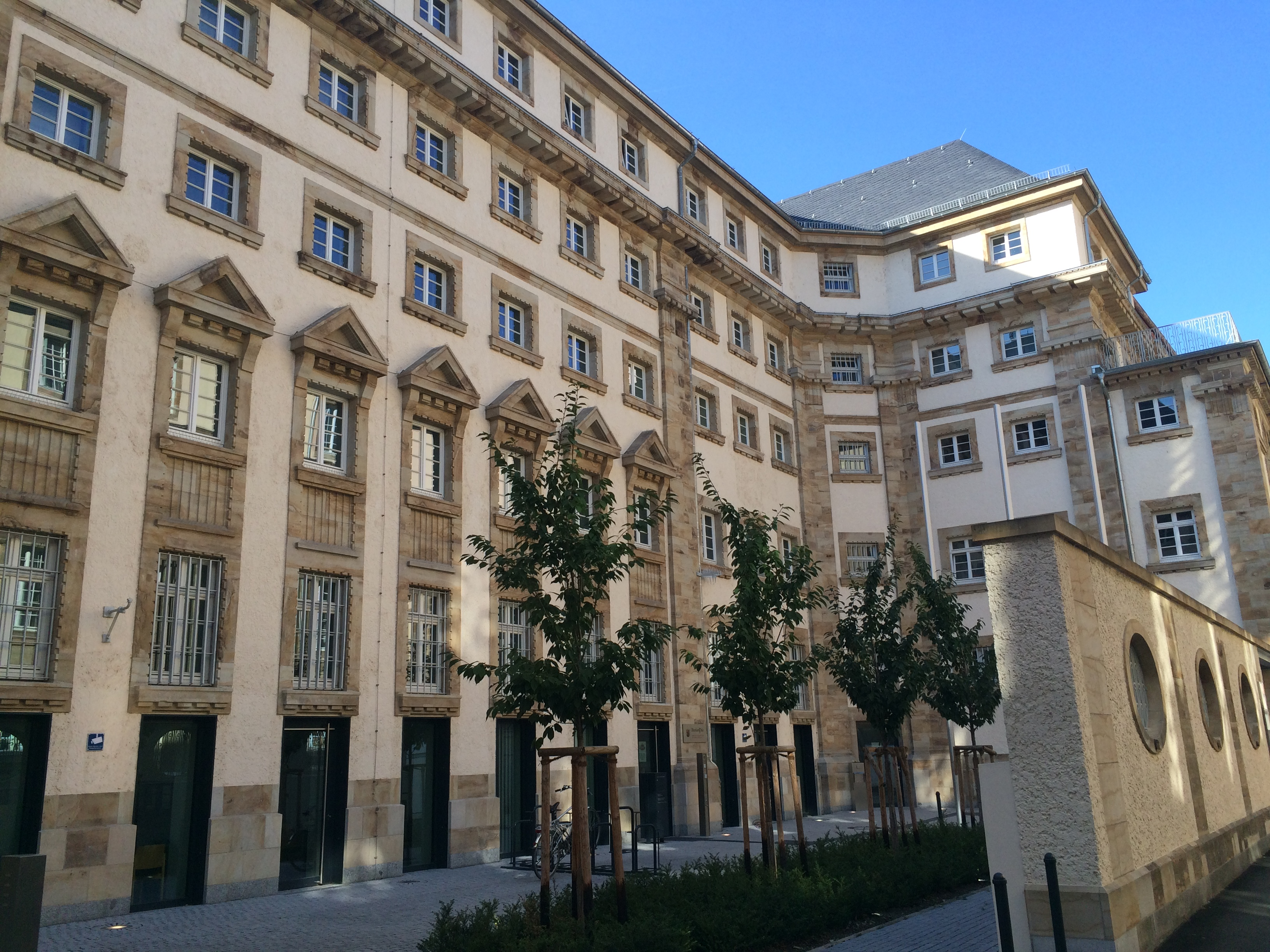
Das heutige „Isenburg Karree“.

In den Flügeln der ehemaligen JVA Mainz wurden bis 2015 Büros anstelle der Zellen eingerichtet. Das Gebäude wurde vollständig entkernt und in ein Büro- und Verwaltungszentrum umgewandelt. Mit einer geschätzten Bausumme von 18 Millionen Euro erstellte der Landesbetrieb Liegenschafts- und Baubetreuung  im Regierungsviertel das „Isenburg-Karree“, benannt nach dem Reformbischof Diether von Isenburg. Seit Ende Oktober 2015 wird das Gebäude übergangsweise als Standort der 130 Mitarbeiter der Landtagsverwaltung genutzt.

## Trivia
Das Gefängnis war mehrmals Kulisse für die Fernsehserie Ein Fall für zwei.